# San Nicola degli Incoronati
San Nicola degli Incoronati var en kyrkobyggnad i Rom, helgad åt den helige Nikolaus av Myra. Kyrkan var belägen vid Piazza Padella i Rione Regola. Både kyrkan och torget (piazzan) revs under 1930-talets senare hälft. "Incoronati" syftar på familjenamnet Planca Incoronati. På Antonio Tempestas Rom-karta från 1593 benämns kyrkan S. NICOLA DE P. PADELLA, det vill säga San Nicola vid Piazza Padella.

## Kyrkans historia
Kyrkan nämns för första gången i en bulla promulgerad av påve Urban III år 1186 och är då underställd huvudkyrkan i området, San Lorenzo in Damaso. Kyrkans namn anges som San Nicola de Furcis. "Furcis" kommer av latinets "furca" som betyder tvåkloig gaffel eller hötjuga. Vid denna tid, det vill säga högmedeltidens Rom, kunde furca även stå för bestraffningsinstrumentet galge. Dessa galgar förvarades i en närbelägen trädgård och i kyrkan tröstade man de till döden dömda före avrättningen.
San Nicola degli Incoronati blev 1512 en egen församlingskyrka. I ett visitationsprotokoll från 1566 framgår det att det i församlingen bodde några rika personer, men att merparten av befolkningen utgjordes av fattiga familjer, kriminella och prostituerade. Det fanns ingen kyrkogård, utan de döda begravdes under kyrkans golv.
År 1562 drogs kyrkans församlingsrättigheter in och den blev ånyo underställd San Lorenzo in Damaso. Dock övertog kyrkan församlingen tillhörande Sant'Andrea de Azanesi, när denna kyrka inkorporerades i det aragoniska härbärget vid kyrkan Santa Maria in Monserrato degli Spagnoli.
San Nicola degli Incoronati genomgick 1681 en genomgripande omstrukturering och ingångsporten flyttades från väster till öster. Familjen Planca Incoronati bekostade 1727 en restaurering och påve Benedictus XIII konsekrerade kyrkan den 1 maj året därpå. Kyrkans högaltare var invigt åt sankt Nikolaus, medan de två sidoaltarna var invigda åt Jungfru Maria respektive sankta Ursula. 
Ytterligare byggnadsarbeten finansierades 1759 av församlingsbor. År 1798 begravdes i kyrkan Giovanni Borgi (1732–1798), även kallad Tata Giovanni, en hantverkare och välgörare. Kyrkan hade återfått församlingsrättigheter i samband med konsekrationen men miste dessa 1804 och blev beroende av San Giovanni in Ayno. San Nicola degli Incoronati var en liten kyrka. Vid högtider fick inte alla människor rum, utan vissa fick stå utanför kyrkan.
Med början på 1870-talet företogs dräneringsarbeten av Tibern och nya kajer uppfördes. En rad byggnader och kyrkor revs i samband med detta, men San Nicola degli Incoronati undgick rivning fram till år 1939. Italiens diktator Benito Mussolini ämnade vid denna tid anlägga en paradgata från Ponte Mazzini till Chiesa Nuova vid Corso Vittorio Emanuele II. Detta krävde att kyrkan samt den intilliggande piazzan revs. Därtill dekonsekrerades kyrkan San Filippo Neri in Via Giulia. Gatuarbetena avstannade dock i början av 1940-talet och Mussolinis storstilade planer förverkligades aldrig.

## Konstverk i urval
- Filippo Zucchetti: Den helige Nikolaus
- Benedictus XIII predikar för folket på Piazza Padella

## Omnämningar i kyrkoförteckningar
| Katalog                      | År         | Benämning                        |
| ---------------------------- | ---------- | -------------------------------- |
| Catalogo di Cencio Camerario | 1192       | sco. Nicolao de Furca            |
| Il Catalogo Parigino         | cirka 1230 | s. Nicolaus de Forca             |
| Il Catalogo di Torino        | cirka 1320 | Ecclesia sancti Nicolai de furca |
| Il Catalogo del Signorili    | cirka 1425 | sci. Nicolai de Frecca           |

## Bilder

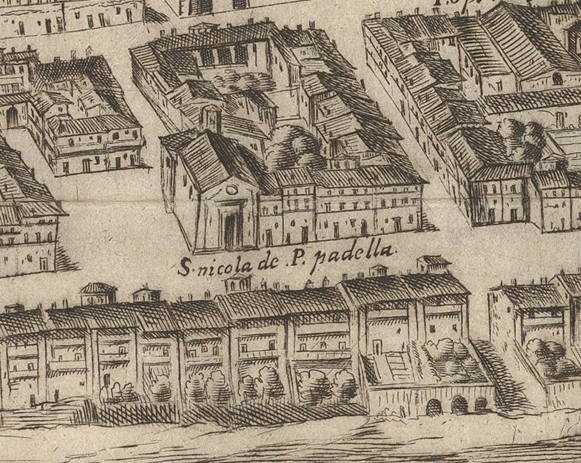
San Nicola degli Incoronati på Antonio Tempestas Rom-karta från år 1593.